# Кратеропа кенійська
Кратеро́па кенійська (Turdoides hindei) — вид горобцеподібних птахів родини Leiothrichidae. Ендемік Кенії.

## Поширення і екологія
Кенійські кратеропи є ендеміками гір Центральної Кенії, зокрема хребта Абердер і гори Кенія. Вони живуть у вологих тропічних чагарникових заростях, на полях і плантаціях. Зустрічаються на висоті від 650 до 1780 м над рівнем моря.

## Збереження
МСОП класифікує цей вид як вразливий. За оцінками дослідників, популяція кенійських кратероп становить від 1500 до 6500 птахів. Їм загрожує знищення природного середовища.